# Jean Berrier
Pour les articles homonymes, voir Berrier.
Jean-François-Constant Berrier, né le 21 septembre 1766 à Aire-en-Artois et mort le 12 juin 1824 à Paris, est un poète, dramaturge et journaliste français.

## Biographie
Berrier avait vingt-cinq ans lorsque la Révolution française éclata ; il fut toujours opposé à ses excès, et eut la chance, durant la Terreur, de trouver dans les camps un refuge contre la proscription, remplissant successivement les fonctions d’agent en chef des vivres-viande, dans l’armée de Kellermann et dans celle de Schérer, en Italie.
La modération de ses opinions, son humanité, firent que les personnes persécutées par les différentes factions révolutionnaires trouvaient un asile dans son administration. Cette conduite, dénoncée à l’animadversion des Jacobins par le Journal des Hommes libres, obligea Berrier à quitter ses fonctions. Plus tard, sous Napoléon, il concourut au même titre d’agent général à l’entreprise des vivres Deventeaux et Maubreuil, mais ayant été dénoncé comme ayant pris part à quelques intrigues royalistes, il fut arrêté et demeura en prison pendant plusieurs mois. Il sortit pauvre de ces fournitures militaires, où tant d’autres ont fait de grandes fortunes.
Après 1814, il s’attacha à la Gazette de France comme traducteur des journaux anglais. De 1820 à 1822, il put joindre à ce travail obscur le produit d’un modique emploi dans les bureaux de la préfecture de police. Il avait obtenu ce poste par la protection de son ami Morin, ancien employé militaire comme lui, et qui était alors chef de division à la direction générale de la police.
Berrier concourut en 1824 à la Société des Bonnes-Lettres sur la question des Avantages de la légitimité. Son discours obtint une mention honorable, mais n’a pas été imprimé. Il a laissé deux fils, dont l’un, poète distingué, connu sous le nom de Constant Berrier, devint chef de bureau au ministère de l’instruction publique. Le titre de ses productions montre que sa muse était le plus souvent inspirées par les circonstances politiques. Il a également concouru à quelques bluettes dramatiques qui n’ont eu qu’un médiocre succès.

## Œuvres
- Ode à LL. MM. II. et BB. Napoléon-le-Grand et Marie-Louise d’Autriche, Paris, 1810, in-8° ;
- Stances à LL. MM. II. et Mi. sur la naissance du roi de Borne, Paris, in-8° ;
- Le Livre du Destin, poème sur la naissance du roi de Home (dans les hommages poétiques à Napoléon) ;
- Le Dévouement de Malesherbes, Paris, 1821 ;
- La Restauration des Lettres et des Arts sous François Ier, ode qui a concouru pour le prix de poésie à l’Académie française, Paris, 1822 ;
- Les Médecins français et les Sœurs de Sainte-Camille à Barcelone, Paris, 1822 ;
- Le Mari confident, comédie-vaudeville, avec Armand Overnay, représentée à l’Ambigu-Comique le 2 août 1820. Paris, in-8° ;
- L’Épicurien malgré lui, vaudeville en un acte, avec Armand Overnay, représenté à la Porte-Saint-Martin le 14 novembre 1822, Paris in-8° ;
- Les Deux Lucas, avec Armand Overnay, vaudeville en un acte, représenté à la Gaité le 5 mars 1823. Paris, in-8° ;
- Félix et Roger, pièce en un acte mêlée de couplets, avec Armand Overnay et Hippolyte Lévesque, représentée au même Théâtre le 2 février 1824. Paris, in-8°.

## Sources
- Joseph François Michaud, Louis Gabriel Michaud, Biographie universelle, ancienne et moderne, Paris, A. T. Desplaces, 1843, p. 111-2.